# Arístides (nombre)
Arístides es un nombre propio masculino de origen griego en su variante en español. Proviene del griego antiguo Ἀριστείδης (Aristeídēs), y su significado es "hijo del mejor". Arístides fue un estadista ateniense del siglo V a. C.

## Santoral
31 de agosto: San Arístides, profesor de filosofía en Atenas en el siglo II.

## Variantes
| Variantes en otras lenguas | Variantes en otras lenguas |
| -------------------------- | -------------------------- |
| Español                    | Arístides                  |
| Alemán                     | Aristides                  |
| Búlgaro                    | Аристид (Aristid)          |
| Catalán                    | Arístedes                  |
| Checo                      | Aristides                  |
| Croata                     | Aristid                    |
| Danés                      | Aristides                  |
| Esperanto                  | Aristido                   |
| Euskera                    | Aristida                   |
| Finlandés                  | Aristides                  |
| Francés                    | Aristide                   |
| Gallego                    | Aristides                  |
| Griego                     | Ἀριστείδης (Aristeídēs)    |
| Holandés                   | Aristides                  |
| Húngaro                    | Aristides                  |
| Inglés                     | Aristides                  |
| Italiano                   | Aristide                   |
| Latín                      | Aristides                  |
| Noruego                    | Aristides                  |
| Polaco                     | Arystydes                  |
| Portugués                  | Aristides                  |
| Rumano                     | Aristide                   |
| Ruso                       | Аристид (Aristid)          |
| Sueco                      | Aristides                  |